# Faktor X
Koagulační faktor X, také známý jako Stuart-Prowerové faktor (eponym) nebo jako trombokináza, je enzym (EC 3.4.21.6) koagulační kaskády. Patří mezi serinové endopeptidázy.

## Fyziologie
Faktor X je syntetizován v játrech a k syntéze je potřeba vitamín K.
Faktor X je aktivován na faktor Xa buď komplexem označovaným jako vnitřní tenáza (faktor IXa, faktor VIIIa společně s vápenatými ionty a fosfolipidy), nebo komplexem vnější tenáza (faktor VIIa, tkáňový faktor společně s vápenatými ionty a fosfolipidy). Důvodem je to, že faktor X je prvním členem v místě koagulační kaskády, kde se sbíhá "vnitřní" a "vnější cesta" aktivace.
FXa štěpí peptidové vazby v protrombinu na dvou místech (vazbu arg-thr a pak vazbu arg-ile) za vzniku aktivního trombinu. Proces je optimální, pokud je faktor Xa vázán v komplexu s aktivovaným faktorem V v komplexu protrombináza.
Faktor Xa je inaktivován protein Z-dependentním proteázovým inhibitorem (ZPI), který patří mezi serinové proteázové inhibitory (serpiny). Afinita tohoto proteinu k faktoru Xa se asi 1000krát zvýší za přítomnosti proteinu Z, zatímco při inaktivaci faktoru XI není protein Z potřeba. Defekty v proteinu Z vedou ke zvýšené aktivitě faktoru Xa a sklonu k trombóze.
Biologický poločas faktoru X je 40-45 hodin.

## Genetika
Gen pro lidský faktor X se nalézá na delším raménku třináctého chromozómu (13q34).

## Onemocnění
Deficit faktoru X u novorozenců je velmi neobvyklý (1:500 000), a může se projevit jako epistaxis (krvácení z nosu), hemartróza (krvácení do kloubů) a krvácení do trávicího systému. Kromě vrozeného deficitu se nízké hladiny faktoru X mohou příležitostně vyskytnout u některých onemocnění.
Deficit faktoru X byl popsán v souvislosti s myelomem, pravděpodobně z důvodu vazby tohoto proteinu na cirkulující lehké imunoglobulinové řetězce.

Snížení hladin faktoru X bylo pozorováno u infekce způsobené Mycoplasma pneumoniae
,
u lupus antikogaulans
,
po podání valproátu sodného ,
při onemocnění horních dýchacích cest
.
Jiné zprávy spojují vývoj získaného deficitu faktoru X s vážnými popáleninami u dětí

a po kontaktu s hovězím trombinem (používá se např. při operacích srdce u dětí).

Získaný deficit faktoru X byl také popsán v souvislosti s leukemií a dalšími neoplastickými procesy.

Nedostatek vitamínu K nebo antagonismus warfarinu (nebo podobných léků) způsobí syntézu nefunkčního faktoru X.
U syntetizovaného proteinu nedochází k posttranslační gamma-karboxylaci glutamátových skupin. Takové proteiny se obecně označují jako PIVKA faktory (PIVKA = protein induced in vitamin K absence) – nemají fyziologickou funkci po vazbě na fosfolipidy. V terapii warfarinem je to žádoucí účinek, který zabraňuje trombóze.

## Terapeutické užití
Koncentrát faktoru X není komerčně dostupný, ale je součástí zmražené plazmy z plné krve a protrombinového komplexu.

## Faktor Xa
Faktor Xa je aktivní forma koagulačního faktoru. Je to enzym, který hraje klíčovou roli v několika stupních procesu hemokoagulace.
Tradiční modely hemokoagulace navržené v 60. letech 20. století předpokládaly existenci dvou oddělených kaskád – vnější (s tkáňovým faktorem) a vnitřní cestu. Tyto cesty se spojují v jednom bodě, v tvorbě komplexu Faktor Xa/Va, který společně s vápenatými ionty a fosfolipidovým povrchem vytváří z protrombinu enzym trombin (faktor IIa) .
Zdá se ale, že procesy při koagulaci lépe vysvětluje nový buněčný model. Tento model má tři stupně: 1) iniciace koagulace na buňkách nesoucích tkáňový faktor (TF), 2) amplifikace prokoagulačního signálu pomocí trombinu vytvořeného na buňkách nesoucích TF,
a 3) propagace (rozšíření) tvorby trombinu na povrchu trombocytů. Faktor Xa má klíčový význam ve všech třech stupních.

Ve fázi 1 se faktor VII váže na transmembránový protein TF na povrchu buněk a je přeměněn na faktor VIIa. Výsledkem je komplex faktoru VIIa/TF, který katalyzuje aktivaci faktoru X a faktoru IX. Faktor Xa, vytvořený na povrchu buněk nesoucích TF, interaguje s faktorem Va a vytváří komplex protrombináza, který generuje malá množství trombinu na povrchu těchto buněk.
Ve fázi 2, amplifikační fázi, kdy už je vytvořen dostatek trombinu, probíhá aktivace trombocytů a kofaktorů asociovaných s trombocyty.
Ve fázi 3 aktivuje faktor XIa volný faktor IX na povrchu aktivovaných trombocytů. Aktivovaný faktor IXa společně s faktorem VIIIa tvoří komplex vnitřní tenáza. Tento komplex aktivuje více faktoru X, který následně tvoří nové protrombinázové komplexy s faktorem Va. Faktor Xa je primární složka komplexu "protrombinázy", která aktivuje velká množství protrombinu. Každá molekula faktoru Xa může vytvořit až 1000 molekul trombinu. Tento prudký nárůst koncentrace trombinu vede k rozsáhlé aktivaci fibrinogenu a polymeraci fibrinu za vzniku trombu.
Inhibice syntézy nebo aktivity faktoru X je mechanismem působení mnoha dnešních antikoagulačních přípravků.
Warfarin, syntetický derivát kumarinu, je nejrozšířenějším antikoag.přípravkem v USA. V některých evropských zemích se používají i další deriváty kumarinu (phenprocoumon a acenocoumarol). Tyto přípravky jsou antagonisté vitamínu K, který je nebytný pro syntézu faktorů v játrech – týká se to faktoru II (protrombin), VII, IX a X.
Heparin (nefrakcionovaný) a nízkomolekulární deriváty heparinu (LMWH) se vážou na plazmatický kofaktor antitrombin (AT) a spolu inaktivují několik koagulačních faktorů: IIa, Xa, XIa a XIIa. Afinita nefrakcionovaného heparinu a různých LMWH k faktoru Xa se významně liší. Účinnost antikoagulačních přípravků založených na heparinu vzrůstá tak, jak roste jejich selektivita k faktoru Xa. LMWH vykazuje vyšší inaktivaci faktoru Xa ve srovnání s nefrakcionovaným heparinem, a fondaparinux, sloučenina odvozená od pentasacharidové sekvence heparinu, vykazuje ještě větší selektivitu než LMWH. Tato inaktivace faktoru Xa pomocí heparinů se nazývá nepřímá, protože spoléhá na přítomnost antitrombinu a ne na přímou interakci s faktorem Xa.
Nedávno byly vyvinuty nové druhy specifických přímých inhibitorů faktoru Xa. Patří mezi ně léky: rivaroxaban, apixaban, betrixaban, LY517717, YM150, DU-176b a 813893. Tyto sloučeniny mají několik teoretických výhod ve srovnání se současnou terapií:
mohou být podávány ústy; mají rychlý nástup účinku; a mohou být mnohem efektivnější vůči faktoru Xa, protože inhibují volný FXa, ale i FXa vázaný v komplexu protrombinázy.

## Historie
Američtí a britští vědci popsali nezávisle deficit faktoru X v roce 1953, resp. 1956. Podobně jako jiné koagulační faktory, byl i tento faktor pojmenován po pacientech – Rufus Stuart a Audrey Prowerová.